# Phaseolus polystachios
Phaseolus polystachios là một loài thực vật có hoa trong họ Đậu. Loài này được (L.) Britton & al. miêu tả khoa học đầu tiên.